# Holger Much
Holger Much (* 11. Juni 1968 in Albstadt) ist ein deutscher Künstler, Buchillustrator, Musiker, Autor und Journalist.

## Leben und Werk
Holger Much wuchs in Albstadt auf der Schwäbischen Alb auf, wo er heute wieder wohnt und arbeitet. Nach dem Abitur 1988 auf dem allgemeinbildenden Gymnasium in Albstadt-Ebingen bereiste er Irland und trat nach dem Volontariat bei der Tageszeitung Zollern-Alb-Kurier eine Redakteursstelle an. 1997 begann er sein Studium der Kunstgeschichte und Empirischen Kulturwissenschaft an der Eberhard-Karls-Universität Tübingen, das er mit dem Magister Artium abschloss. Im Jahr 2000 erschien mit König Hans, genannt der Glückliche (Edition Aleph) sein erstes illustriertes Buch zusammen mit Achim Schnurrer, dem damaligen Herausgeber des Comicmagazins Schwermetall. Ebenfalls in der Edition Aleph erschien die Giger Mini Gallerie, zu der Much in Zusammenarbeit mit HR Giger Ätzradierungen in limitierter Auflage schuf.
Zahlreiche weitere Bücher mit verschiedenen Autoren erschienen über die Jahre, so das für den Skoutz-Award nominierte „Koboltikum“ oder „Abraxas“ mit Christian von Aster, „Der alte Weidenmann“, „Der Fluch“ oder „Drei Rosen“ mit Alexander Spreng, Mastermind der Band ASP, oder „Der Mondbogen“ mit Joachim Sohn. Sein Titelbild von Michael Marraks „Lex Taleonis“ gewann den fünften Platz des von der Marburg-Con vergebenen Vincent-Preises der Phantastischen Akademie für die beste Fantasy-Coverillustration.

### Musikprojekte
Kelpy heißt die Band, die Much in seiner Jugend gegründet und in Zusammenarbeit mit anderen Musikern weiterentwickelt hat. Die Flöte spielt dabei bei der FolkProgWeltmusik des Projektes eine wesentliche Rolle. 2012 wurde Kelpy angesichts des Erscheinens des Liedes Herbstwalzer zusammen mit Luci van Org vom Gothic-Magazin zur „Best Unsigned Band“ gekürt. Bei den unterschiedlichen Alben und Songs, zu denen auf der Kelpy YouTube-Seite teilweise auch von Holger Much gestaltete, gezeichnete Videos veröffentlicht wurden, waren unter anderem folgende Künstlerinnen und Künstler vertreten: Asp Spreng, Christian von Aster, Ally Storch, Luci van Org, Per-Anders Kurenbach, Hannah Wagner, Johannes Berthold, Bianka Stücker, Oliver Pade, Benny Cellini.
Im Jahr 2022 rief Holger Much sein zweites Musikprojekt Dandelion and Rainclouds ins Leben. Es entstehen mit Musiker und Produzent Patrick Damiani und Geiger Nikos Mavridis akustische Coverversionen von Songs, die für die Musiker eine persönliche Bedeutung haben. Auch hier sind wieder verschiedene andere Künstlerinnen und Künstler mit Gastbeiträgen betreten. Das Ghost-Cover Mary on a Cross sowie das Ultravox-Cover Hymn mit Gastsänger Asp Spreng wurden vorab veröffentlicht.

## Ausstellungen
Much nahm an einigen Ausstellungen teil, darunter in Erlangen (Comicsalon), Köln, Würzburg, Chambéry, Weimar, Kronach, Tübingen oder Balingen. Im Jahr 2021 stellte Holger Much zahlreiche seiner märchenhaften Illustrationen auf der Burg Linn in Krefeld aus. Ebenso absolvierte er in seiner Eigenschaft als Autor zahlreiche Lesungen, meist zusammen mit Florentine Joop.
Über viele Jahre stellte er während des Wave-Gotik-Treffens in Leipzig in den Räumen des VEID.e.V. aus, und ebenfalls in den Räumen der Leipziger Galerie Beuteltierart, die mittlerweile „Kunst braucht Mut“ heißt.
Seine Werke wurden zudem in der Galerie im Fehlochhof und im Kunstmuseum Albstadt ausgestellt. Zudem trat Much dort verschiedentlich mit Live-Illustrationen während Lesungen auf, beispielsweise mit dem Fantasy-Autor Robert Corvus oder Christian von Aster. Während der Albstädter Literaturtage 2022 waren Arbeiten von ihm im Maschenmuseum zu sehen. In dem Rahmen stellten Much und Florentine Joop bei einer gemeinsamen Lesung ihr Projekt einer Erzählung aus Briefen – „Und wenn wir nicht gestorben sind-Bruderherz“ vor.

### Buchillustrationen: Cover sowie komplette Innenillustration (Auswahl)
- 2000: König Hans, genannt der Glückliche (mit Achim Schnurrer)(Edition Aleph, ISBN 3-936337-03-9)
- 2001: Gigers Minigalerie (Edition Aleph)
- 2013: The Sycamore Tree/Buch zur CD „Nautilus“
- 2014: „Bross - Showdown im Schlippers“ (von Richard Wiemers) (Periplaneta)
- 2015: Ententanz und Armageddon(von André Ziegenmeyer) (Periplaneta)
- 2016: Gegen das Licht (von Kenneth Grant) (Edition Roter Drache)
- 2017: „Bross - Endstation Hinterhof“ (von Richard Wiemers) (Periplaneta)
- 2018: Anderswelt, Antologie, herausgegeben von Ben Swerk und Holger Much (Edition Roter Drache)
- 2019: Tintenphönix (von Isa Theobald) (Edition Roter Drache)
- 2019: Geister (von Pia Lüddecke) (Edition Outbird)
- 2020: Liber Thanatamor (von Dirk-Boris Rödel) (Edition Outbird)
- 2020: Geschichten vom Kaff der guten Hoffnung (von M. Kruppe) (Edition Outbird)
- 2021: Das siebente und letzte Pentakel des Jupiter (von Dirk-Boris Rödel) (Edition Outbird)
- 2022: Die Kaffeefee (Anthologie von Diana Menschig) (ArtScriptVerlag)
- 2022: Lex Talionis (von Michael Marrak) (Memoranda Verlag)
- 2023: Drei Rosen (von ASP Spreng) (Zwielichtgeschichten)
- 2023: Die Nacht des Mondbogens (von Joachim Sohn) (Edition Outbird, ISBN 978-3-948887-43-8)

### Lyrik/Erzählungen/Märchen
- 2021: Das Licht im Dunkeln/Lyrik und Prosa (Edition Outbird, ISBN 978-3-948887-15-5)
- 2023: Und wenn wir nicht gestorben sind – Bruderherz (zusammen mit Florentine Joop) (Edition Outbird, ISBN 978-3-948887-52-0)
- 2024: Soweit die Flügel tragen – Rabenschwester (zusammen mit Florentine Joop) (Edition Outbird, ISBN 978-3948887698)

## Diskografie
- 2017: Kelpy, „Koboldtanz“ (Edition Roter Drache)
- 2018: Kelpy, „Tanz in den Tod“ (Gallery Records)
- 2021: Kelpy, „Das Licht im Dunkeln - the Songs to the book“ (Edition Outbird)
- 2024: Dandelion and Rainclouds, „Songs of Love, Loss and Loneliness“ (Eigenverlag)